# Clara van Sparwoude

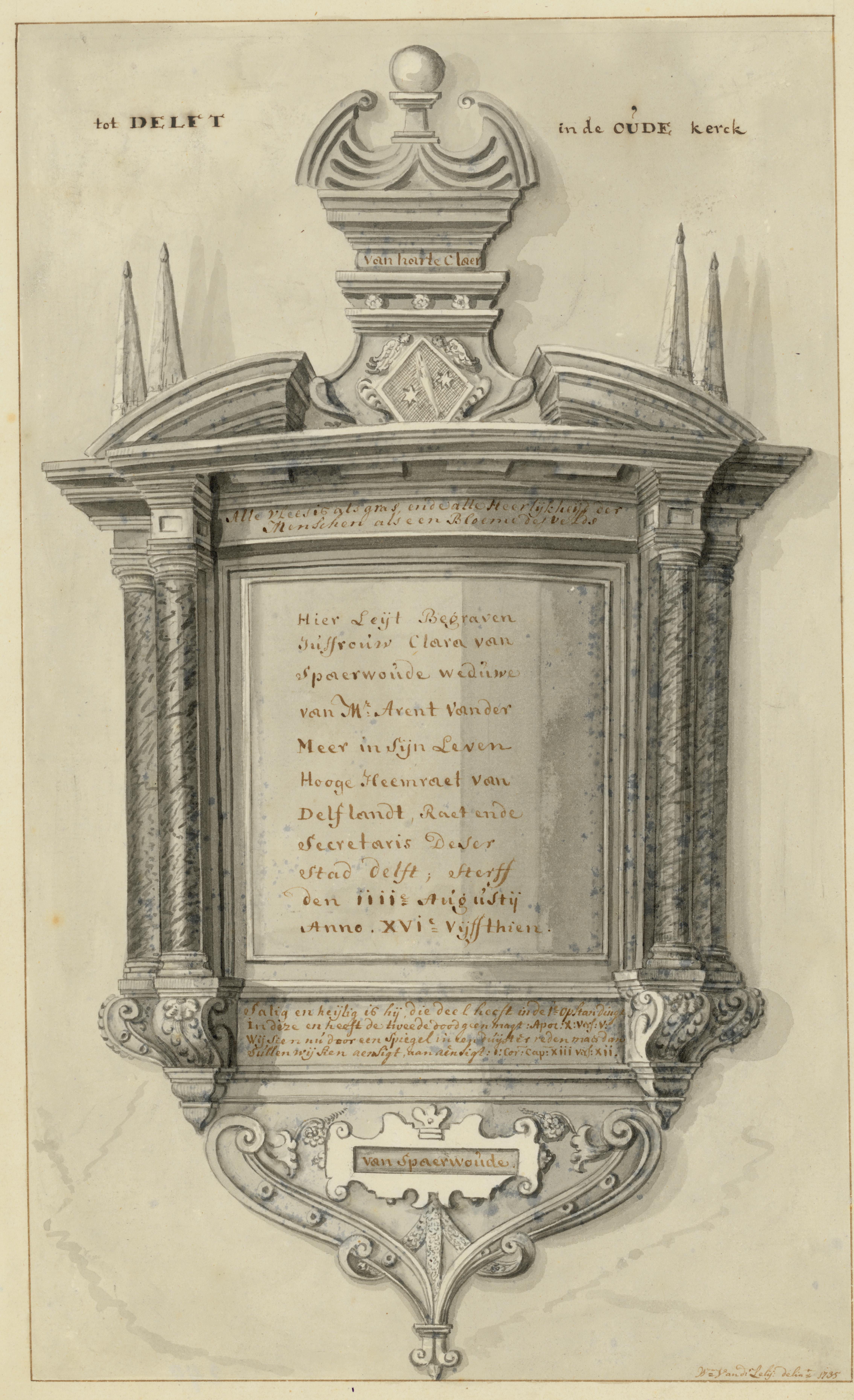
Tekening van de epithaaf van Clara van Sparwoude in de Oude Kerk te Delft, door Willem van der Lelij, 1735. Coll. Stadsarchief Delft, inv.nr. 68862.

Clara Jansdr. van Sparwoude (Delft, circa 1530 - aldaar, 4 augustus 1615), ook wel Clara van Spaerwoude, was erflaatster van een fonds dat gedurende enkele eeuwen uitkeringen verschafte aan behoeftige nazaten.

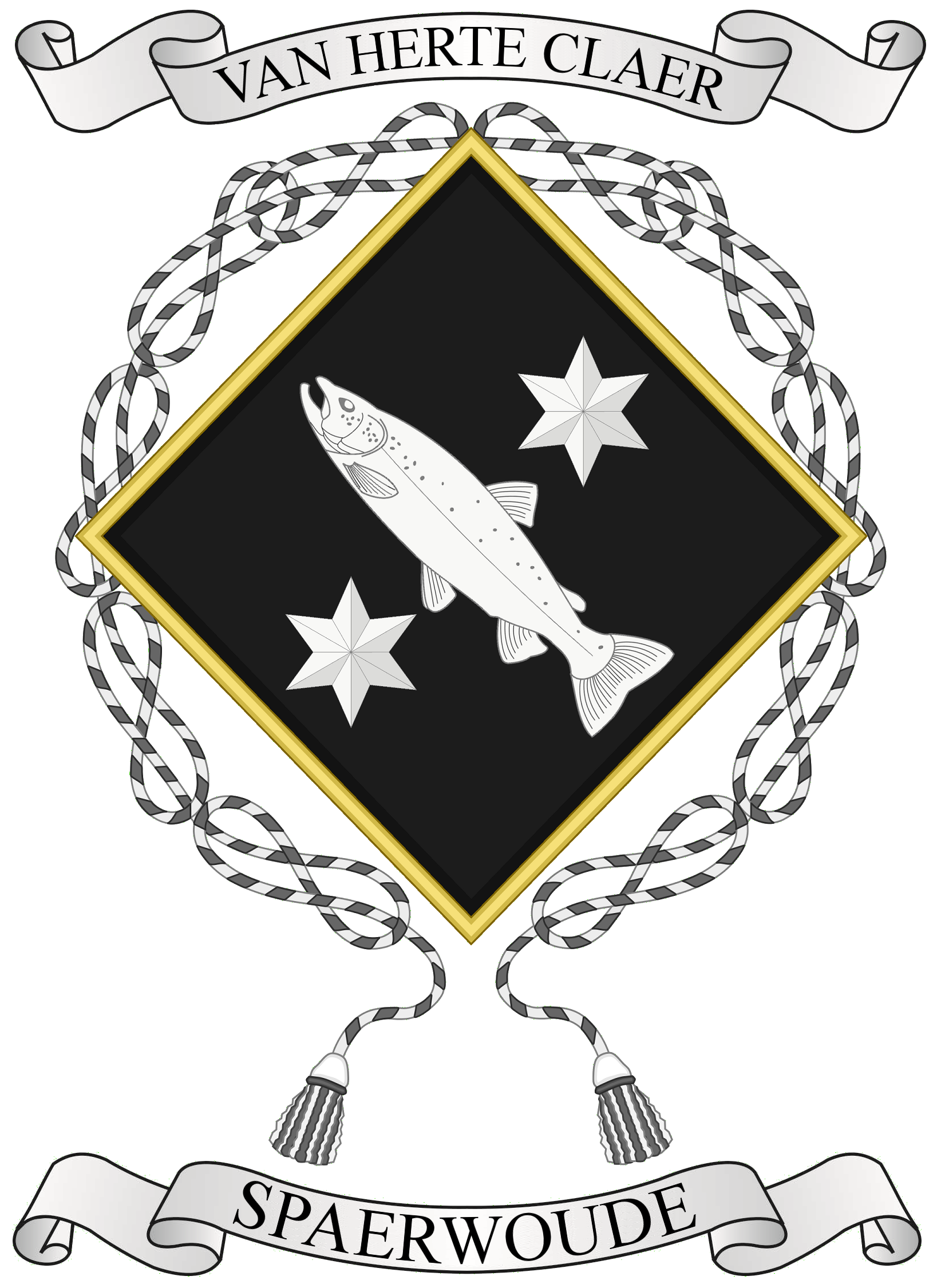
Wapen van Clara van Sparwoude zoals voorkomt op een portret uit 1565 door een onbekende schilder

## Biografie
Clara van Sparwoude werd geboren als dochter van de goudsmid Jan Heyndrixzn. (1477–1552) en zijn tweede echtgenote Willemtgen Willemsdr. (1495–1564).
Clara van Sparwoude trouwde op 13 oktober 1556 in Delft met weduwnaar Arent Franckenz. van der Meer (ca. 1530-1596), raad en secretaris van Delft en hoogheemraad. Hij stapte in 1574 over naar de hervormden, Clara volgde vier jaar later. Het echtpaar was actief in de institutionele zorg in Delft en beiden bekleedden verschillende functies bij liefdadige instellingen.  Zij was buitenmoeder van het Fraterhuis, dat tevens jaarlijks 300 gulden van haar ontving, terwijl haar echtgenoot er toeziener was. Samen waren zij ook betrokken bij de ontwikkelingen van het Heilige Geestzusterhuis. Van 1581 tot 1590 was zij moeder van het Delftse Meisjeshuis.
Het echtpaar kreeg geen kinderen. Clara van Sparwoude vermaakte een deel van haar eigendommen aan de afstammelingen van haar ouders en is de naamgeefster van het 'Fonds Clara van Sparwoude', dat tot 1922 heeft bestaan. Ook legateerde zij aan het Oude Mannen- en Vrouwenhuis en aan het Fraterhuis.
Van Sparwoude werd begraven in de Oude Kerk te Delft. Haar grafschrift vermeldde "Van herte claer". Nu nog verwijst een epithaaf in de kerk naar haar.

## Fonds van Clara van Sparwoude
In 1598 stichtte Clara van Sparwoude bij testament een fonds op waaruit alle afstammelingen van haar ouders een huwelijksgift mochten ontvangen, ook als deze niet uit een wettelijk huwelijk voortkwamen.  Twee eeuwen lang werd het fonds beheerd door de weesmeesters van Delft, tot het in 1860 werd overgenomen door het Ministerie van Financiën. Omdat echter steeds meer mensen een steeds kleinere uitkering kregen uit het fonds, was het op den duur niet meer rendabel en werd het fonds in 1922 bij wet opgeheven.

## Clara van Sparwoudestraat
Oorspronkelijk was er al op 26 oktober 1938 een Clara van Sparwoudestraat vastgesteld in het uitbreidingsplan van Delft van 1931, maar dat plan vond geen doorgang. Alsnog werd in 1970 bij raadsbesluit een straat in Delft naar haar vernoemd.
Stadsarchief Delft beheert het archief van de Weeskamer van Delft waarin stukken met betrekking het fonds zijn opgenomen: toegang 72 (Weeskamer Delft), inv. nrs. 11701-11777 (Fonds Clara van Sparwoude).